# Пандурица
Панду́рица — старинный за́мок в одноимённой холмистой местности в Черногории южнее города Никшич на побережье реки Зета. Памятник культуры национального значения.

## История
Замок построен в 1367 году Стратимиром Балшичем, правителем (господарем) княжества Зета. Местность Пандурица тогда относилась к области этого княжества, называемой Верхняя Зета: в 1362 году она была присоединена к владениям рода Балшичей. Назначением замка Пандурица, названного по местности, был контроль над горной тропой и речным бродом.  
В 1473 году Верхняя Зета была пожалована господарем Иваном Черноевичем своему герцогу Богдану, основателю и главе племени пьешевичей. По реке Зете проходила граница земель клана пьешевичей по фамилии Никчевичи и Оттоманской Империи, занимавшей Никшичскую долину (город Никшич тогда назывался Оногошт). Между странами велась торговля, и замок Пандурица контролировал перемещения торговцев. При этом на замок регулярно нападали турки и разрушали его, однако каждый раз он отстраивался заново. Предполагается, что территория вокруг замка активно перестраивалась между 1500 и 1600 годами. В XVII веке юго-восточнее замка по ходу горной тропы был построен монастырь Острог, и Пандурица стала выступать в роли охранного кордона монастыря. 
В 1877 году Никшич был освобождён от турок войсками князя Николы Петровича-Негоша. В 1878 году при активном участии Российской Империи и по решению Берлинского конгресса Черногорская Герцеговина была присоединена к Черногории. Для укрепления связи с новыми территориями было решено построить новую дорогу из черногорской столицы Подгорицы и перекинуть мост через Зету в одном километре от Пандурицы. В этом месте река была очень широкой, поэтому потребовался мост большой длины. Князь Никола попросил помощи у русского императора Александра III: тот выделил средства, на которые была построена дорога, проходящая вблизи замка, и монументальный Царев мост, ныне считающийся одним из красивейших в стране. 
На 2014 год замок и прилегающие земли всё ещё принадлежали пьешевичам из клана Никчевичей. В настоящее время в замке Пандурица ведутся археологические и реставрационные работы. В 2017 году отмечалось 650-летие замка.